# المؤسسة الوطنية النووية الصينية
المؤسسة الوطنية النووية الصينية هو كيان مملوك للدولة التي تأسست في عام 1955 في بكين. المؤسسة النووية الرئيس ونائب الرئيس للمؤسسة يعينه رئيس الوزراء من مجلس الدولة. ومع ذلك فإن المؤسسة النووية الذاتية في دعم التعاون الاقتصادي وليس للحكومة سلطة إدارية عليها . يشرف على جميع جوانب الصين المدنية والعسكرية في البرامج النووية. بحسب بيان بمهمتها، «هو الجزء الرئيسي النووي الوطني للصناعة التكنولوجيا الرائدة العناصر الوطنية في القوات النووية الاستراتيجية وتطوير الطاقة النووية.» المؤسسة النووية هو تكتل صناعي للدولة لدمج العلم والتكنولوجيا والصناعة والتجارة الدولية.

## التاريخ
قامت وزارة الصناعة النووية ببناء أول قنبلة ذرية في الصين وقنبلة هيدروجينية وغواصة نووية . [بحاجة لمصدر] وهي تعمل كمكتب حكومي للصناعة النووية الوطنية وترفع تقاريرها مباشرة إلى مجلس الدولة. وهي تشرف على الشركات الصينية ذات الصلة بالطاقة النووية، والشركات المصنعة، والمؤسسات، ومعاهد البحوث، والمنشآت، بما في ذلك تلك المتعلقة بالأسلحة النووية. كانت مسؤولة عن تصميم وتشغيل محطات الطاقة النووية ؛ إنتاج وإمداد الوقود النووي ، بما في ذلك معالجة اليورانيوم الطبيعي، وتحويل اليورانيوم وتخصيبه، وتصنيع تجميع الوقود ، وإعادة معالجة الوقود المستهلك ، والتخلص من النفايات النووية . [بحاجة لمصدر]
كان كانغ ريكسين، مدير عام أول قيد التحقيق (اعتبارًا من 10 أغسطس 2009) مقابل 260 مليون دولار تم تخصيصها لبناء ثلاث محطات نووية ويزعم أنه استخدم الأموال لسوق الأوراق المالية مما تكبد خسائر فادحة. كما أنه متهم بقبول رشاوى من شركة أجنبية تهدف إلى بناء محطات للطاقة النووية في الصين.
في يونيو 2015 ، أعلنت أنها تهدف إلى جمع 13.19 مليار يوان صيني في عرض عام أولي ، إذا نجح، فسيكون الأكبر في الصين منذ حوالي أربع سنوات.
في سبتمبر، أعلنت عن مشروع مع المختبر النووي الوطني في المملكة المتحدة لإنشاء مركز الأبحاث والابتكار المشترك. سيقوم المركز بالتحقيق في جوانب دورة الوقود النووي . ستقوم المملكة المتحدة والصين بتمويل مشترك للمشروع على مدار خمس سنوات بتكلفة 50 مليون جنيه إسترليني. 
اعتبارا من عام 2017، والمؤسسة النووية تطوير 400 MW الحرارة فقط مفاعل عشر ل تدفئة المناطق .
في عام 2018 ، استولت على شركة بناء وهندسة الطاقة النووية الصينية 

## تصاميم المفاعل

### مفاعلات الماء المضغوط
كان مفاعل الماء المضغوط CNP-300 أول تصميم للمفاعل تم تطويره محليًا في الصين. بدأت الوحدة الأولى عملها في محطة تشينشان للطاقة النووية في عام 1991. تم تثبيت نسخة أكبر من المفاعل، CNP-600 ، في محطة تشانغجيانغ للطاقة النووية، مع وحدتين تعملان في عامي 2015 و 2016 ، على التوالي. كانت هناك ثلاث حلقات، نسخة 1000 ميجاوات من مفاعل CNP ، CNP-1000 ، قيد التطوير منذ التسعينيات، لكن الجهد تحول منذ ذلك الحين نحو تطوير الجيل الثالث ACP-1000 الأكثر تقدماً.
منذ عام 2011 ، تم دمجهاتدريجياً في تصميم محطة الطاقة النووية ACP-1000  مع تصميم مجموعة الطاقة النووية العامة الصينية ( CGNPG ) ACPR-1000 ، مع السماح ببعض الاختلافات، تحت إشراف المنظم النووي الصيني. كلاهما عبارة عن تصميمات ثلاثية الحلقات تستند أصلاً إلى نفس التصميم الفرنسي، لكن لديها الآن نوى نووية مختلفة. سيتم بناء أول وحدتين من طراز ACP1000 في محطة فوتشينغ للطاقة النووية . في أوائل عام 2014 ، تم الإعلان عن أن التصميم المدمج كان ينتقل من التصميم الأولي إلى التصميم التفصيلي. تبلغ طاقة الإنتاج 1150 ميجاوات، مع عمر تصميمي يبلغ 60 عامًا، وسيستخدم مزيجًا من أنظمة الأمان السلبية والنشطة مع احتواء مزدوج. في البداية كان من المفترض أن يسمى التصميم المدمج ACC-1000 ،  ولكن في النهاية تم تسمية هوالونغ وان . في أغسطس 2014 ، صنفت لجنة مراجعة المنظم النووي الصيني التصميم على أنه تصميم مفاعل الجيل الثالث ، مع حقوق ملكية فكرية مملوكة بشكل مستقل. الوحدات الأولى التي سيتم إنشاؤها هي فوتشينغ 5 و 6 ، وفانغجياشان 3 و 4 ، وقد تم اقتراح إنشاء في الأرجنتين .
في سبتمبر 2016 ، تم الإعلان عن توقيع SNC-Lavalin اتفاقية مبدئية مع CNNC وشنغهاي الكهربائية تصميم وتسويق وبناء مفاعل CANDU المتقدم . إن قدرتها على استخدام اليورانيوم المعاد معالجته سوف تقلل مخزون الصين من الوقود النووي المستهلك .

### DHR-400
قامت CNNC بتطوير مفاعل يعمل بالماء الخفيف من نوع حمام السباحة لتدفئة المناطق، يسمى DHR-400 (مفاعل تسخين حي 400 ميجاوات). إنه يعمل في درجات حرارة منخفضة وضغط هواء. لذلك هو سهل التشغيل وإيقاف التشغيل. تبلغ تكلفة البناء 1.5 مليار يوان (230 مليون دولار) ، وتستغرق ثلاث سنوات للبناء. إنها مناسبة تمامًا لأنظمة التدفئة المركزية الموجودة في مدن شمال الصين، والتي تعمل حاليًا بالفحم.
في فبراير 2019 ، وقعت مؤسسة الدولة لاستثمار الطاقة (SPIC) اتفاقية تعاون مع حكومة بايشان في مقاطعة جيلين من أجل مشروع بايشان لتسخين الطاقة النووية للتسخين، والذي سيستخدم DHR-400.

### ACP100
في يوليو 2019 ، أعلنت أنها ستبدأ في بناء مفاعل صغير معياري ACP100 على الجانب الشمالي الغربي لمحطة الطاقة النووية الحالية في تشانغجيانغ بحلول نهاية العام. بدأ تصميم ACP100 في عام 2010. إنها وحدة مفاعل متكاملة تمامًا مع نظام سائل تبريد داخلي، مع فاصل للتزود بالوقود لمدة عامين، تنتج 385 ميجاوات وحوالي 125 ميجاوات.

## روابط خارجية
- المؤسسة الوطنية النووية الصينية